# がっこうぐらし!
『がっこうぐらし！』（SCHOOL-LIVE!）は、海法紀光（ニトロプラス）（原作）、千葉サドル（作画）による日本の漫画作品。
『まんがタイムきららフォワード』（芳文社）にて、2012年7月号から2020年1月号にかけて連載された。

## 作品概要
「ゾンビ的な存在が突如出現、殺害された人間はことごとく同族と化し急速に増殖した結果、社会はほとんど崩壊状態に陥る。わずかに生き残った女子学生たちは学校に立て籠もって寝泊まりし、日々を過ごす」という、ホラー系・サバイバルものによくある設定を用いつつ、キャラクターたちは可愛いらしく、ストーリーは「日常系」ほのぼの漫画のようなテイストで描かれている（特に序盤はその傾向が強い）のが特徴である。原作者の海法によれば、ゾンビ物の作品としてすぐ思い浮かぶような、バトルアクションものとは異なる路線を目指しており、過ぎ去っていく日々を精一杯生きる、登場人物たちの学校生活を描くことが意図されているという。2020年1月時点でシリーズ累計発行部数は280万部を突破している。
メディアミックスとして、2015年7月から9月までテレビアニメが放送され、2019年1月25日に実写映画版が公開された。なお、原作漫画版、テレビアニメ版、実写映画版にてそれぞれストーリー展開が異なる。
さらに原作完結後、最終回のその後を描く『がっこうぐらし！〜おたより〜』が同誌2020年8月号から2021年10月号まで隔月で連載された。

## 原作ストーリー

### 高校編（第1巻 - 第5巻）
女子高生の丈槍由紀、恵飛須沢胡桃、若狭悠里らが住む街や通う巡ヶ丘学院高等学校は、人間をゾンビに変えてしまう感染症のパンデミックによって地獄絵図と化していた。他の生存者はなく外界との接触を断たれている学校内で、当初の避難生活を導いてきた教師の佐倉慈は、避難生活を部活の一環として捉える「学園生活部」を創立し、生き残った由紀たち3人を部員に迎えるが、その矢先に命を落とす。しかし、由紀は現実の災禍を認識できないかのような態度をとり続け、生前と同じ姿の慈や生徒たちを空想しながら、「学校全体を借りて寝泊まりする部活」を楽しんでいた。胡桃と悠里は由紀の空想に話を合わせつつ、彼女の明るさにも救われているが、次第に生徒会室の備蓄食料や生活物資は尽きていく。
3人は由紀の「遠足に行こう」という提案に便乗する形で物資補給に校外へ出て、慈の車を運転してショッピングモールへ辿り着くと、そこで同校の下級生の直樹美紀を救出し、彼女を部員に迎える。美紀は当初、由紀の言動やそれを是としている胡桃と悠里のことを共依存と批判して軋轢を生むが、由紀が彼女なりに不穏な事態を何らかの形で認識し、皆を明るく励まそうとしていることを認めて和解する。その直後、慈の遺品から「職員用緊急避難マニュアル」が発見される。それは感染症の正体が生物兵器によるバイオハザードで、巡ヶ丘学院が有事を想定した拠点施設であることを示唆するものであった。胡桃は真相を確かめるため、避難マニュアルに記された校舎地下のシェルターに潜入するが、そこでゾンビとなり果てていた慈に負傷させられてしまう。悠里は、ゾンビ化しつつある胡桃を殺さなければならないという現実に直面して苦悩するが、慈を倒した美紀がシェルターから持ち帰った薬品によって、胡桃は後遺症の可能性を残しつつも一命を取り留める。
避難マニュアルには、災禍の元凶として疑わしい大学「聖イシドロス大学」と、企業「ランダル・コーポレーション」の名が連絡先として記されていた。卒業後の進路に例えつつ、4人はどちらを先に調査すべきか悩む。そんな中、4人が風船やラジオを用いて発信し続けていたSOSが実を結び、外界からのヘリコプターが飛来するが、ヘリは墜落して校舎を巻き込む火災を起こしてしまう。炎と煙の中で分断された4人は、由紀の機転や現実とも幻ともつかない慈の導きにより、全員が難を逃れる。しかし学校のインフラは壊滅状態となり、4人は由紀の提案に乗る形で、高校を「卒業」して聖イシドロス大学へ「進学」することを決断する。

### 大学編（第6巻 - 第9巻）
大学へ向かう「卒業旅行」の最中、4人は「ワンワンワン放送局」からのラジオ放送を受信し、DJからキャンピングカーを手に入れる。また、胡桃がゾンビから認識されなくなったり、悠里が妹の記憶を取り戻したりする中、4人は鞣河小学校からのSOSを受けて救助に向かうと、悠里が鞣河小学校で助けた（と主張する）少女るーちゃんを連れ、一行は聖イシドロス大学にたどり着く。しかし、構内に入るなり大学の武闘派の生存者からクロスボウで攻撃を受け、さらに自動車で追い回される。一行を助けたのは、武闘派とは別グループの3人の少女たちであった。3人の少女たちは大学で穏健派として自堕落同好会というサークルをやっており、日々ゲームやDVD鑑賞など自堕落に過ごしていた。学園生活部の面々は各個室を割り当てられ、大学内で学園生活部を再スタートさせた。同好会をつくる大学の3人は、高校での学園生活部の苦労を聞かされ今までの生活を省み、自堕落の生活を断ちこの危機に直面しようと決心する。
武闘派は「リソースは一元化」を掲げ情報を共有しようと策略する。しかし、高上が感染したことが分かると感染の原因が学園生活部にあると断定し、学園生活部を含む穏健派を捕まえるべく追うこととなる。胡桃・悠里を中心とした学園生活部の面々の事態も悪化し、特に胡桃は今までの後遺症に加え記憶が薄れるなどの症状も現れ始め、他のメンバーとは別々に行動するようになる。
美紀は以前訪れたことのある理学部棟を再び訪れ、推測の域ではあるが新しい情報を手に入れる。それは「このパンデミックは世界中に広がっており、空気感染で広まっていく。空気感染に対する免疫があったとしても、ウイルスは変異することがあり、その免疫は今後持続するとは限らない」といった内容であった。大学内を徘徊していた胡桃を発見した由紀は、胡桃を説得し学園生活部の元へ戻すことに成功する。そのころ、高上に続き頭護にゾンビ化の兆候が出たため、恐慌をきたした頭護は「学園生活部が感染させたのだから当然解毒剤も持っているに違いない」と思い込み、「解毒剤」を穏健派に要求するが、篠生に見限られ、逆に胡桃、アキ、篠生の三人によって追われ、「墓」の近くを放浪したあげく、最終的には神持によって「墓」に突き落とされて殺害される。その神持も車で大学を脱出するものの、エンストしてしまいゾンビに囲まれるなど、武闘派は次々と崩壊してゆく。

### ランダル編（第10巻 - 第12巻）
学園生活部は「サークル合宿」でランダル本社を調査することを計画。
稜河原理瀬は青襲椎子をスカウトし、調査に同行させる。キャンピングカーでたどりついたランダル本社は廃墟と化していたが、椎子はコンピュータに残っていたデータを調べ、人間をゾンビ化させる細菌「Ω（オメガ）」はこの研究所から漏れたもの、細菌は巡ヶ丘土着の菌で過去にも流行があったことをつきとめる。ランダルのコンピュータの人工知能「ボーモン君」にスマホでアクセスしていた由紀たちに「ランダル保護機構」から連絡が入る。
ランダルは由紀たちの救助を約束するが、ボーモン君は嘘と判断。巡ヶ丘を焼却消毒するのが目的と推測した生活部は、本社から逃亡するが、キャンピングカーが事故で走行不能になり、徒歩移動になる。椎子が発病し離脱。胡桃は体調が悪化し衰弱。疲れ切った生活部の前に自堕落同好会のドローンがあらわれる。
椎子の残したボイスメモから、巡ヶ丘の那酒沼の水にΩを抑制する成分が含まれており、学園生活部は水道水だけでなく巡ヶ丘学院の災害用浄化設備の水を飲んでいたため胡桃の発症が抑えられていたのではと推測。生活部はドローンの誘導で別の車に乗り込み、学院に向かう。ランダルのヘリが上空を飛ぶなか、一同は学院に到着。だが水を汲みにいった美樹がゾンビにかまれ感染してしまう。学内で撃たれたランダル兵から2日後に核ミサイルを落とされると聞いた美樹は、なんとか水を持ち帰り、由紀と悠里にミサイルのことを伝えて倒れる。胡桃と美樹に水を飲ませた由紀と悠里はミサイルを止めるため外に出る。由紀はめぐねえたちの幻影に導かれ、屋上にたどりつくと、拾った無線機でランダルに水のことを伝え、「ここにいる」と訴える。
それから3年後。美樹はパンデミックが収束した各地を巡る旅をしている。悠理は復興指揮の地区リーダー、胡桃は車いす生活で医者を目指す。由紀は崩壊した学園の校庭に子供たちを集め、教師として学校をはじめる。

## 登場人物

### 巡ヶ丘学院高校の人々

#### 学園生活部
丈槍 由紀（たけや ゆき） / ゆき
声 - 水瀬いのり / 演 - 長月翠
巡ヶ丘学院高校3年生。天真爛漫な少女で、学園生活部のムードメーカー。ゾンビ騒動以前からケモノ耳のような尖りのある帽子を被っており、翼の飾りが付いたリュックを愛用している。以前は子供っぽい性格であったが、ゾンビ騒動に大きなショックを受けて塞ぎ込んだ後、幼児退行を起こして不自然な形で元気を取り戻し始め、慈の死をきっかけに現状を認識できなくなったかのような言動をとるようになる。その後、学園生活部での生活が長引くにつれ、徐々に現実に引き戻される描写がされるようになる。
美紀は医学書から得た情報を元に、多重人格（解離性同一性障害）の症状を疑った。また、生前の慈も、幼児退行は解離性同一性障害の症状ではないかと疑っていた節がある。
幼児退行する以前の描写は少ないため、本来の人物像については不明な点も多いがアニメ版ではクラスでも浮いた存在だったことが描写されている。ゾンビ騒動以前は授業を楽しめていなかった様子が描写されており、クラスメイトにからかわれたり陰口をたたかれる場面があった。実写映画版では慈によるといじめを受けているわけではないが、保健室を「避難所」としている状態（保健室登校）であった。友人のことを大事にしており、アニメ版においても1話の妄想で登場していた貴依（後述）などの女生徒と仲がよかったことが最終回で判明した。
劇中では完全に現状を把握していないわけでもなく、妄想の慈が助言することも多い。幾度となく肝試し大会（購買部への物資調達）や遠足（ショッピングモールへの物資調達）、体育祭、学園祭、卒業式といった行事を皆に持ちかけており、そのことが行き詰まった状況の打開を促すこともある。内心では自分が足手まといで庇われていることに対する負い目や、慈を助けられなかったことに対する何らかの悔恨を抱えており、努めて明るく振る舞い皆を励まそうとしたり、目の前の他人に差し迫った危機に対しては自分を省みない行動を取ったりすることができる。
29話で火災に見舞われた校舎内を掃除している最中、瀕死のゾンビと対面。持っていたモップで突き殺したことが引き金となり本来の自分を取り戻し始め、これ以後、災厄前の風景が見えることはなくなる。しかし、幼児のような振る舞いは変わらず、妄想の慈との会話も続いている。
大学編では、ゾンビ化の進行した胡桃が部に戻らないことを告げると、必死に説得して引き戻す他、部員の相談役を引き受けるなど部を思っている人物であることが描かれている。
かしこまった際の「ラジャー」や、謝る際の「ごみん」といった独特の言葉を使う。
漫画版とテレビアニメ版にて胡桃や悠里といった巡ヶ丘学院高校の他の女生徒の制服が緑系統であるのに対し、由紀の着ている制服は青系統である。
教師となった最終回では生徒から「ゆきねえ」と呼ばれて「丈槍先生」と訂正を求めるなど、慈の後を継いだかのように描写されている。
恵飛須沢 胡桃（えびすざわ くるみ） / くるみ
声 - 小澤亜李 / 演 - 阿部菜々実
巡ヶ丘学院高校3年生。由紀の親友で、シャベル（剣先スコップ）を愛用する元気系少女。髪型をツインテールにしており、男の子言葉でカラッとした性格。かつては陸上部に所属しており、そこで培われた脚力や運動能力で由紀たちを助ける。かつて想いを寄せていた先輩がいたが、ゾンビ化した彼に襲われたため、近くにあった園芸用のシャベルで殺してしまった過去を持つ。以来、ゾンビと戦う手段としてシャベル格闘術を駆使するようになり、校舎に侵入したゾンビの撃退や、ゾンビの徘徊するエリアで集団行動する際の露払いを担っている。シャベルと寝食を共にしており、時には背負っていること自体を忘れるなど、まるで身体の一部のように思っている。
第18話で右肩を噛まれてゾンビ感染した際には生死の境を彷徨うが、美紀の尽力で一命を取り留める。だが、その後遺症なのか、体温が不自然に低かったり、生きた人間ならば無条件に襲ってくるはずのゾンビたちに無視されたり、バールで叩かれても異常が出ないような身体の硬さがみられるようになったり、身体能力が異様に向上する現象が起こるようになった。大学に入ってからは記憶が薄れる、ゾンビ化後の悪夢を見るなど容態が悪化している。
「武闘派」のタカシゲにゾンビ化の傾向を感づかれ単独で襲われた際、もう打つ手が無いとして、やむなくゾンビの群れをおびき寄せて彼を死に追いやるという苦渋の決断をすることとなった。そのことでもう学園生活部の皆とは一緒にいてはいけないと思い悩み、シャベルを捨て、一時行方を晦ます。しかし、自分を呼び戻すためにゾンビに襲われかけた由紀を放っておけず、また由紀の説得を受けて学園生活部に復帰した。
若狭 悠里（わかさ ゆうり） / りーさん
声 - M・A・O / 演 - 間島和奏
巡ヶ丘学院高校3年生。愛称は「りーさん」。学園生活部部長。みんなのまとめ役で、料理や掃除を担当する家庭系少女。普段は穏やかなしっかり者であり、食料や生活物資、校内施設のライフラインを管理するために家計簿をつけている。本人いわく、家計簿をつけていると「来週のことがわかる」らしい。左利き。鞣河小学校に通う妹がいる。
ゾンビの注意を逸らして隙を作る手段として校内放送、消火器、ケミカルライト、防犯ブザーを用いることを発案し、その仕込みを怠らないなど、冷静な計画性や先を見越した対処能力などで皆を助ける。その一方で想定外の事態に対しては脆い一面もあり、今度こそもう無理という状況に追いつめられると平静さを維持できない。ゾンビ騒動後、常に危険と隣り合わせの避難生活の中で由紀の明るさに精神的に救われており、当初は由紀を理解しようとせず現実に引き戻そうとする発言を繰り返す美紀とは一時一触即発の雰囲気を漂わせたが、後に美紀が正式な「部員」に加入したことで和解した。
巡ヶ丘学院高校を卒業後は、疲れた描写が目立ち、パンデミックがなかったかのような幻覚を見たり、高校に帰ろうとして部員たちに心配されている。また、妹が通っていた鞣河小学校を訪れた際に妹の声を幻聴で聞いて単身戻るも、全滅した生存者たちが立て籠もっていた教室で何かを見てからは、由紀が置いてきたクマのぬいぐるみを妄想により人間と認識して連れ帰るなどの異常行動が始まる。悠里にはそのぬいぐるみが妹と瓜二つの少女に見えており、以後そのぬいぐるみに自分の妹と同じ「るーちゃん」の名を付けて妹さながらに世話していく。この真相は大学編の終盤まで劇中では伏せられ、物語は悠里の認識のまま描かれる。妄想の妹と楽しげに話す悠里を見て美紀は表情を曇らせるが、胡桃はその状態を受け入れ、由紀に至っては妄想のるーちゃんと完全にシンクロしたかのような行動を取ってみせる。
情報収集のための「サークル合宿」には、るーちゃんを危ない場所に連れていけないという理由で不参加の意向を示していたが、第54話で自らシノウにるーちゃんの身を預け、学園生活部全員で大学を出る選択をした。
アニメ版では、「学校が楽しいと思ったことはない」という発言をしている。
るーちゃん
鞣河小学校を訪れた際に悠里が生き残りとして助けた女の子。本名不明。自分の名前を言うことができなかったため、悠里の妹と同じ「るーちゃん」と名づけられた。服装は首元のリボンのようなものがひげくまのヒゲ、ポッケのデザインが熊の手となっている。
それまでどうやって生き残ったのか、悠里がどうやって彼女を助け出したのかは明確に描かれていなかったが、第48話にてその正体がぬいぐるみを人間に見立てた悠里の妄想であることが明らかになった。
直樹 美紀（なおき みき） / みーくん
声 - 高橋李依 / 演 - 清原梨央
巡ヶ丘学院高校2年生。愛称は「みーくん」。最初から学園生活部の一員ではなく、ショッピングモール「リバーシティ・トロン」にいた避難生活者11人のうちの最後の生き残り。友人の圭と共にゾンビ禍に巻き込まれ、行動を共にしていた避難グループも全滅し、狭い部屋で極限状況の立て籠もり生活を続けていたところを、ショッピングモールの探索に訪れた学園生活部の面々に救出される。当初は由紀の空想に付き合う学園生活部のメンバーに反感を抱いており、冷淡な態度で接していたが、本音のぶつかり合いを経て打ち解け、正式な「部員」となる。単独生活を経験済みであることからゾンビへの対処にも自信を持っており、走力では元陸上部の胡桃に及ばないという描写がされているものの、胡桃が倒れた際にはシャベルを借り受けて戦いもこなしている。
原作では第2巻から（第1巻のラストシーンから）登場する人物だが、テレビアニメ版では第1話から学園生活部の一員として登場する。テレビアニメ版の物語開始時点では、ショッピングモールに避難していたのは過去の出来事となっており、この時点では由紀の現状を肯定的には捉えていないことや、由紀の空想にうまく話を合わせられない様子が描写されている。犬好きという設定が原作から踏襲されており、太郎丸に好かれようとしている。
実写映画版では校内で一人で生き延びているところを胡桃と悠里に発見される。
佐倉 慈（さくら めぐみ） / めぐねえ
声 - 茅野愛衣 / 演 - おのののか
巡ヶ丘学院高校の現代国文の女性教師。優しく生徒を思いやる若い教師で、「めぐねえ」という愛称で生徒から姉のように慕われているが、本人はそう呼ばれるたびに「佐倉先生」と訂正を求める。学園生活部の顧問で、かつて由紀、胡桃、悠里と共に学校の屋上に避難して生き残り、3人の避難生活を導こうとしていた。物語開始時点ですでにゾンビに襲われて故人となっているが、由紀の空想の中では生者として振る舞い、由紀にさまざまな助言を行う。特に由紀が軽率な行動を取ろうとしたり危機に直面したりした場合、空想の中では現状を認識していない由紀に話を合わせながら対処を指示するなど、死してなお由紀を護り続ける。なお由紀の空想に登場する場合と、回想に登場する場合とでは髪型が異なる。
生前に校長から「緊急避難マニュアル」の存在を知らされていたが、ゾンビ騒動前は、「非常事態時のみ開封」と釘を刺されていたこともあって見ずに放置していた。ゾンビ騒動後、学園生活部の居住区画が3階職員室に達したため、ようやくマニュアルを開くもすでに遅く、由紀たちに十分な対策処置を施せなかったことにショックを受ける。それでも気丈に由紀たちを見守っていたが、ゾンビの群れの中に取り残されて噛まれてしまう。完全にゾンビ化する前に由紀の叫びを聞いて一時的に自我意識を取り戻し、彼女らに危害を加えないよう避難区画の地下2階へ行き、そこで完全にゾンビ化する。後にそこを見に来た学園生活部と遭遇し、対峙することになる。
原作者の海法紀光からは「人間的にボンクラなんだけど、生徒目線に立ってくれる先生」「その裏側で、彼女がいい先生に見え続けるような誰かの凄い努力がある」と称されている。実際、劇中でも回想や遺書などから生前の慈は学園生活部の生き残りを守るために冷徹になったり由紀の幼児退行の件で一人で抱え込むシーンなども見受けられる。
後に学園が火災に巻き込まれた際には、朦朧とする悠里と由紀を避難区画まで導いており、由紀からは慈に助けられたと認識された。また、この際は由紀だけではなく悠里にも（おぼろげな影の姿だが）視認されており、それ以前にも由紀を守る行動を多々取っていたことから、必ずしも妄想の存在であるとは断言できない描写となっている。
大学編以降もたびたび由紀の背後に立ち、なぐさめるような声をかけたり、無言で導くような所作をするなど精神安定剤的な役割を担うこととなる。
実写映画版では養護教諭へ設定が変更されており、事件前より保健室をよく利用する胡桃と由紀、顧問を務める園芸部の部長である悠里と関わりがあった。事件後程なく安全が確保されていなかった保健室へ物資を調達しに行った際に噛まれてしまい、三人に言葉をかけた後自ら保健室の扉を閉め絶命する。火災騒動の際に由紀が保健室へ迷い込み、ゾンビ化した姿で遭遇してしまうが、絶命前に自らをロープで壁に括り付けており学園生活部を傷つけることはなかった。
太郎丸（たろうまる）
声 - 加藤英美里
原作では第17話の回想に登場。慈の存命中に学園生活部で飼育されていた柴犬。由紀が拾って連れてきたが、その時点ですでにゾンビ感染していた。慈は感染の可能性に気がついており、発症を見届けた後、殺すのは忍びなかったため学校の外へ逃がされた。由紀には、「元の飼い主が見つかって引き取られた」と虚偽の説明をした。しかし、殺さずに置いたために部室に帰ってきてしまい、結局由紀の目の前で殺害されたと思われる（明確な殺害描写はない）。
最終回では慈たちと共に由紀の前に幻影となって姿を現し、屋上へと導いた。
テレビアニメ版では原作と設定が異なり、原作では直接的な接点のない美紀と共に第1話から登場する。美紀には懐いていない、自力で引き戸を開けることができる、きつく締めた首輪も外すことができるといった設定が描かれているが物語終盤、由紀たちが寝ている最中に地下から響いてきた動物と思われる鳴き声に引き寄せられ単独で地下へ行き、そこでゾンビ化した慈と遭遇後に感染した。しかしゾンビ化した後も僅かに意識が残っていたらしく、ゾンビに襲われている由紀の窮地を救った後、由紀に捕獲されて胡桃と共にワクチン接種を受け、凶暴化などの症状は治ったものの、感染から時間が経っていたため衰弱が激しいなど既に手遅れの状態であり、最期は美紀の膝の上で穏やかな表情を見せ、学園生活部の部員たちに看取られる形で息を引き取る。遺体は由紀の帽子と共に慈の墓の隣に埋葬されたが、部員たちの卒業後に校舎内にいたとされる別の犬に墓を掘り起こされた描写がある。
また、テレビアニメ版の第4話では美紀と圭に出会ったのち、ゾンビ騒動で飼い主の老婆（声 - 伊沢磨紀）がゾンビ化、美紀と圭とともに共同生活を送っていたことが明かされた。
実写映画版では未登場。

#### その他の生徒・教員
祠堂 圭（しどう けい）
声 - 木村珠莉 / 演 - 朝日花奈
第7話、第12話などの回想に登場。巡ヶ丘学院高校2年生。美紀の同級生で、美紀による人物評によれば「調子が良くて元気」。ゾンビ騒動の際には美紀と共にショッピングモールを訪れており、共に生き残りのグループに合流した。リーダーを慕っていたが、グループの壊滅後は笑顔を失い、美紀と寝食を共にする。最終的には2人だけの避難生活に耐えられなくなり、美紀の元を去った。美紀は圭との再会を望んでいたが、第30話で圭と似た髪型のゾンビとすれ違ったことに気付き涙する。アニメ版でも同様のシーンがあるが、こちらでは学校にやってきているゾンビが彼女1人だけに変更されていることや、OPの演出によって漫画版よりもこのゾンビが圭本人と断定できる描写がなされている。
原作第6巻の巻末にて、ショッピングモールを脱出した際に足を負傷し、巡ヶ丘駅の駅長室に篭城していることをAM電波を通じて発信していた。
原作では単に「圭」と呼ばれているが、テレビアニメ版ではフルネームが登場している。音楽が好きで、ポータブルCDプレイヤーを常に持ち歩いているという描写が追加されている。
実写映画版では美紀と共に校内の食堂へ避難していたが、美紀の目の前で襲われてしまい離れ離れになってしまう。圭が襲われる光景は美紀のトラウマとなっている。その後、備蓄倉庫へ続く区画にてゾンビ化した状態で美紀の前に現れるが胡桃に倒される。
柚村 貴依（ゆずむら たかえ）
声 - 芳野由奈
巡ヶ丘学院高校の3年生で、由紀のクラスメイト。テレビアニメ版に登場。
首のチョーカーにピンクのリストバンド、化粧が濃いパンク系な雰囲気が特徴。
めぐねえ同様第1話の時点で既に故人であり、登場シーンは大半がゆきの妄想であるが、回想シーンでは生前の姿で登場、ゆきとは仲が良かったようである。
第11話冒頭ではゾンビとして、ゆきと再会する。チョーカーは紛失したが、バンドは付けたままだった。
神山 昭子（かみやま あきこ）
声 - 葉山いくみ
巡ヶ丘学院高校の教師で、慈の先輩にあたる。テレビアニメ版に登場。漫画版第1話に登場する教師も彼女である。
職員室で先生らしくないことを上司に叱責されて落ち込んでいた慈を気遣ったり、ゾンビ発生時には屋上にいた彼女へドアを施錠するように携帯電話で連絡するなどの思いやりを見せていたが、後者の直後には破壊音と共に連絡が途絶える。
先輩
声 - 古川慎 / 演 - 金子大地
胡桃が好意を寄せていた巡ヶ丘学院高校陸上部のOB。高校の部活へ時々顔を出していた。
ゾンビ化し、胡桃に襲い掛かったが、彼女の手で始末された。
実写映画版では「葛城 紡（かつらぎ つむぐ）」というフルネームが登場している。
実写映画版にて二人が両思いであることが語られた。
南 照子
声 - 大地葉
巡ヶ丘学院高校の3年生で、由紀のクラスメイト。水色のカチューシャをつけた茶髪の女子。テレビアニメ版に登場。
蓮見 巴旗
声 - 鈴木絵理
巡ヶ丘学院高校の3年生で、由紀のクラスメイト。紺色の髪をポニーテールにした女子。テレビアニメ版に登場。漫画版第1話に登場する女子生徒は彼女であるとされている。
藤村 沙也加（ふじむら さやか）
演 - 相澤瑠香
実写映画版に登場。巡ヶ丘学院高校の3年生で、胡桃と同じ陸上部員。パンデミック直後に感染し、紡（先輩）に襲い掛かる。
池田 紗良（いけだ さら）
演 - 山本愛梨
実写映画版に登場。巡ヶ丘学院高校の3年生で、由紀の友だち。

### 聖イシドロス大学の人々

#### 穏健派

##### サークル（自堕落同好会）
出口 桐子（でぐち とうこ） / トーコ
「サークル」の代表。眼鏡をかけている。情報科学部。一人称は「ボク」。代表の仕事は楽しいことを企画すること。るーちゃんの正体に気づいているような描写があるが、あえてそのことに触れていない。「武闘派」とは情報を共有するために連絡を取り合っており、学園生活部が大学を訪れてすぐに彼女たちが持つ情報を聞き出されそうになったが、「緊急避難マニュアル」の内容については明かさなかった。
アニメ版最終回では彼女と思しき女生徒が、ゆきたちの飛ばした「わたしたちはげんきです」のメッセージカードを拾っている。
光里 晶（ひかりざと あき） / アキ
「サークル」の一員。染めた茶髪をポニーテールにまとめている。元々は「武闘派」の一人だったが、ギスギスした空気に耐え切れず、サークルのメンバーに加わった。
喜来 比嘉子（きらい ひかこ） / ヒカ
「サークル」の一員。黒髪セミロングの女性。工学部の学生で、工作や修理が得意。聖イシドロス大学で非常用電源や地下の食糧庫を発見した。畑違いな生物学は苦手だとしながらも、ゾンビの発生がウイルス感染に起因するものなのかについては疑問を呈している。ゾンビ殺害に拒否感を示したことから無価値と断じられ、「武闘派」の縄張りである大学棟から放逐された過去をもつ。
スミコ
聖イシドロス大学の学生で、「サークル」に所属していた。7巻巻末のサークルノートに記載されていた名前は「墨子」「澄子」「スミ故」「スミ狐」「角子」「ス観コ」とその時々で異なり、本名は不明。「布地を探す」と言い残したまま行方不明となる。サークルノート上では詩的な表現を多用していた。桐子曰く、ゴスロリの酒豪。

##### サークル以外
稜河原 理瀬 / リセ
聖イシドロス大学の図書館で寝泊まりする女性。文化人類学部。図書館の本を全て読むのが夢。
青襲 椎子（あおそい しいこ）
6巻巻末ノートでラジオ放送、無線傍受していた情報生化学部の女性。理学部棟で「かれら」の研究をしていたが、理瀬にスカウトされ、ランダル製薬に向かうことになる。しかし67話にて発症が確認され、スマホに伝言を残して完全に発症、感染した椎子をみーくんが眠らせた。そして、ボーモンの会話は椎子による物だったと分かった。

#### 武闘派
高上 聯弥（こうがみ れんや） / コウガミ
「武闘派」の一人で、クロスボウで大学に入った由紀たちを攻撃した男性。そばかす顔に眼鏡をかけ、ニット帽を被っている。シノウには「れんくん」と呼ばれている。
シノウを常に心配しているが、実力は彼女より劣る。また、身長も彼女より低い。第42話にて、ゾンビと接触していないにもかかわらずゾンビ化を発症。続く第43話で武闘派のメンバーによって「墓」に落とされた。
右原 篠生（みぎはら しのう） / シノウ
「武闘派」の一人。サイドテールの控えめな女性。アイスピックを武器にしており、戦闘力は高上を上回るため、貴重な人材として大事にされている。
恋人関係にあった高上を喪って間もないうちこそ「仇を討て」と焚きつけられるがまま穏健派の捕縛にも荷担していたものの「来訪初日以降なんの接触もない新入り（由紀たち）が直接感染させるなど無理だ」と内心では思っていたようで、軟禁状態の由紀・悠里・美紀に「高上を殺したのはあなたたちの誰なのか」と問い質し、揃って否定の意思を示されたことによってようやく自らの気持ちに整理をつけ、高上の非礼も詫びた。
ゾンビ化発症が発覚して逃亡したタカヒトを追う中で、彼と遭遇した美紀とのやりとりを立ち聞きし、高上の発症が空気感染によるものなら討つべき仇など元からいなかったのだと悟り、さらにはそうと知ってなお「自分以外の誰も今の世界の素晴らしさが理解できないのなら、綺麗さっぱり死に絶えればいい」と言い切ったアヤカの本性をも見せつけられる。招き入れられた大量のゾンビの処理に追われて心身共に疲弊し、一時は生きることすら諦めかけたが、高上が自分との間に遺した新たな命のためにも生き抜かねばならないと奮い立ち、ついに武闘派を見限り穏健派側についた。悠里が大学を出るため、ぬいぐるみ「るーちゃん」を預けられた。
頭護 貴人 / タカヒト /リーダー
「武闘派」のリーダーの男子学生。釘バットを武器にしている。
人数に対し物資が慢性的に足りない状況で安全を確保しつつ救助を待つ日々を送るうち、いつしか「『選ばれた者』である自分こそが最優先で生き残るためにも不要な人員は淘汰せねばならない」という妄念に囚われ、戦えない者や負傷した者を次々と排除してきた。
こうした経緯から、自分が排除される側になることへの恐怖からくる猜疑心が極めて強く、高上のゾンビ化は「穏健派が我々を間引くために毒を盛った」と何の根拠もなく短絡的に決めつけ彼女らの捕縛・詰問を断行するが、そんな中で自身にもゾンビ化発症の兆候が表れたことが発覚、恐慌の挙句に大学正門を開放して多数の「かれら」を招き入れるという常軌を逸した行動に出る。解毒剤を求めて美紀を追い回すがシノウに離反され逃亡、さまよい着いた「墓」でアヤカに突き落とされ最期を迎えた。
城下 隆茂 / タカシゲ
「武闘派」の一人の男子学生。角材やバールを武器にしている。大柄な体格で、常にキャップを身に着けている。喫煙者。
過去にはゾンビをどうしても殺害できなかったヒカを蹴り飛ばすなど粗暴な性格。
胡桃を確保しようとした際に彼女の身体の異変に気づくが、大学敷地外にまで深追いした先でおびき出された大勢のゾンビに取り囲まれた末、食い殺されゾンビ化する。
神持 朱夏 / アヤカ
「武闘派」の一人の女子学生。シノウの身体検査を担当する。
閉塞感に満ちた学校生活からゾンビ・パンデミックの渦中にその身が置かれたことによって精神のタガが爆ぜ飛び「『決して死なない無敵の存在』である自分だけのための自由な素晴らしい世界」で殺戮の愉悦に酔い痴れるようになってしまっているが、他のメンバーの前でその側面を見せることは滅多にない。
進行するゾンビ化への恐怖から暴走を始めた頭護に乗じて本性を現し、孤立した彼を始末した後に車にて移動を開始するがゾンビたちのいる中で車が動かなくなってしまう。その後、ゾンビ化した変わり果てた姿で悠里の前に姿を現す。

### その他
ショッピングモールのリーダー
若い男性で、ショッピングモールにいた生き残りグループの中心的人物。
第12話の回想に登場。美紀の日記では単に「リーダー」と呼ばれている。ゾンビの徘徊する階に隠れていた美紀と圭を救出し、グループに招き入れた。
しばしば探索中に皆を楽しませるための物品を持ち帰り、女性たちから慕われていた。しかしある日の探索で左手首をゾンビに噛まれて感染し、そのことを隠したまま、皆と酒宴を開いて酔い潰れ、皆が寝静まった後にゾンビ化してグループの壊滅を引き起こした。
漫画版のみ登場、テレビアニメ版の美紀と圭は2人だけでモールに篭城していた。
ヘリコプターのパイロット
正体は不明。学園生活部の「おてがみ」を回収、防護服に身を包みヘリを操縦して巡ヶ丘学院高校に向かったものの、上空で発症、墜落し死亡。この影響で火災が発生し、学園生活部の面々は聖イシドロス大学に「進学」することとなった。
聖イシドロス大学とランダル・コーポレーションに印が付けられた地図の他、拳銃を所持していたりと謎が多い人物。
テレビアニメ版では登場せず、火災の理由は屋上のゾンビが避雷針を破壊し室外機に雷が落ちて爆発、となっている他、前述の地図も生前にめぐねえが学園生活部のために作成したものとなっている。実写映画版にも登場しない。
ラジオDJ
四方をぶ厚いコンクリートに囲まれた、「まるで惨禍の到来を予期して建造したシェルターのような」家にたった一人で住み、ラジオ「ワンワンワン放送局」を放送していた若い女性。本名不明。
学園生活部が放送を受信した時点で発症の兆候らしきものを見せており、彼女らが到着した時には警告と大型キャンピングカー譲渡の旨、そして叶わなかった望みを綴った置手紙を残し別室にて既にゾンビ化、胡桃の手で「送られた」。
漫画版のみ登場。

## 用語・世界観
原作単行本の各巻巻末では、劇中に小物として登場した学校案内、遠足のしおり、緊急避難マニュアル、日記などの内容を開示するという形で、世界観の詳細が描かれている。
学園生活部
ゾンビ騒動を機に巡ヶ丘学院高等学校内に閉じ込められた由紀、胡桃、悠里、慈の4人が、「自分たちは閉じ込められているのではなく、学校の部活動としてここで暮らしている」と前向きに考えるために作った部活。もちろん実際には閉じ込められているに過ぎず、虚構の設定であるが、由紀の空想内では現実の部活動のように位置づけられている。
巡ヶ丘学院高等学校卒業後は聖イシドロス大学で空き部屋を教室として使用し、学園生活部としての活動を再開した。
学園生活部心得
- 第一条 - 学園生活部とは、学園での合宿生活によって、授業だけでは触れられない学園の様々な部署に親しむとともに、自主独立の精神を育み皆の模範となるべし
- 第二条 - 学園生活部は施設を借りるにあたり必ずその恩に報いるべし
- 第三条 - 夜間の行動は単独を慎み常に複数で連帯すべし
- 第四条 - 部員はいついかなる時も互いに助けあい支えあい楽しい学園生活を送るべし
- 第五条 - 部員は折々の学園の行事を大切にすべし

巡ヶ丘学院高等学校
主要な登場人物たちが通っていた学校。校舎は地上3階地下2階の建物で、ゾンビ騒動以降は廃墟同然となるが、生き残りである学園生活部の生活拠点となっている。由紀、胡桃、悠里、慈の4人は屋上にいたために災禍を逃れ、慈の存命中に屋上と3階の安全性がほぼ確保されたが、2階の階段付近に設置された学習机によるバリケードの外にはゾンビが徘徊しており、1階と2階は瓦礫や血飛沫に満ちた地獄絵図と化している。
秘密裏に生物兵器のパンデミック状態を想定した避難や拠点施設としての機能を持たされており、屋上の菜園や太陽光発電設備、高度な浄水施設など、災害時に機能するライフラインを備えている。
巡ヶ丘高校学園案内 校歌
第1巻巻末に校歌が載っている。 校歌の歌詞は古民謡からとられたとされる。「七つの丘に冠たるは」や 「朽那の川に渦巻くは 九頭の大蛇の毒の息」「七日七夜の争いに 天より降るは血の涙 」などと意味深い表現であり、ゾンビ騒動の原因を示しているとの考察もある。
聖イシドロス大学
巡ヶ丘市に存在する大学。太陽光発電設備と地下の食糧庫があるうえに水も使用できるなど、巡ヶ丘学院高等学校と同等の設備が存在する。
サークル（自堕落同好会）
聖イシドロス大学の穏健派グループ。活動開始当初の名はトーコ命名「自堕落同好会」だったが、アキの加入を機にスミコによって改められた。
日々、24時間耐久ゲーム会や24時間耐久映画鑑賞、24時間耐久アイスクリームなどの楽しい企画を行って自堕落に過ごす。
武闘派に追い回されていた学園生活部を助ける。
武闘派
聖イシドロス大学で騒ぎが起きた時、規律第一でしきり始めたグループ。
ボウガンやバットといった武器や、フルフェイスのヘルメットなどの防具、さらに拡声器や乗用車などの装備を持っている。
当初は人数も多く自堕落同好会の一員も所属していたが時間と共に減っていった。
巡ヶ丘市
物語の舞台となる土地。古くは「男土」と呼ばれ、海運の盛んな地であったが、1968年に起きた「男土の夜」と呼ばれる事件により1年で人口が半減した。それ以来、人口低下に苦しんでいた市は都市開発計画を申請する。1979年より名を巡ヶ丘市と改め、企業誘致や地場産業の復興を推し進めた結果、1984年には人口が事件以前の水準まで戻った。
巡ヶ丘という名前はローマの七丘をモチーフとしている。
ランダル・コーポレーション
巡ヶ丘市一帯の大地主でもある企業。「職員用緊急避難マニュアル」の連絡先一覧に名前を連ねており、登場人物たちは人々をゾンビ化させる災禍との関連性を疑っている。
リバーシティ・トロン・ショッピングモール
ランダル・コーポレーションの傘下にあるショッピングモール。ゾンビ騒動の際に美紀や圭を含む11人が難を逃れ、5階で避難生活を過ごしていたが、リーダーがゾンビ感染したことによって壊滅し、美紀が最後の生存者となる。モールの5階には寝具売り場があり、布団が豪華で居住性は良く、緊急避難用の区画も備えていた。
ゾンビ（かれら）
謎の感染症により、理性を失って暴徒と化した人々。ホラー映画のゾンビのように描写されており、実際に原作者の海法はこれらを「ゾンビ」であると説明している。劇中では単にあれ、あいつら、かれらと呼ばれており、登場人物が「ゾンビ」の単語を使ったことは一度もない。
本作品におけるゾンビには「噛まれることで感染し、感染した人間もゾンビ化する」、「哺乳類にのみ感染し、鳥類には感染しない」、「音や光に反応して引き寄せられる習性がある」、「動きは鈍く、階段を上がるのは苦手」、「よく燃える」「飢餓衝動から人を襲って喰らいつつも、その活動に必ずしも栄養の摂取を必要としていない」「腐敗しきって活動不能になるのを待ってもその気配を見せない」、「ゾンビがゾンビを襲うことはない」といった特徴が挙げられている。また、ゾンビ化した慈の視点での自意識の混濁から一時的な回復、そして消失も描かれている。さらに「生前の行動を無意識に繰り返している」という特徴も見られ、昼は学校や会社に向かおうとする、夜は帰宅しようとする、帰宅を促す校内放送に反応する、生前に手記を書いていたゾンビは書記をし続けるなどの描写がある。
アニメ版では、「かれら」が製作者側の公式の呼称になっている。
職員用緊急避難マニュアル
慈の遺品の中から発見された。研究段階にある細菌兵器やウィルス兵器の研究について言及されているが、重要な部分は黒塗りされている。記載されている症状こそゾンビ化とは異なっているものの、登場人物たちは人々をゾンビ化させる災禍との関連性を疑っている。序文には、「日常の自由は非常時の贅沢であり、常識は障害となる」「非常時において多くの人命を救うためには少数の犠牲はやむを得ず、寛容といたわりの精神は美徳とならないことを心せよ」という旨の訓戒が書かれている。

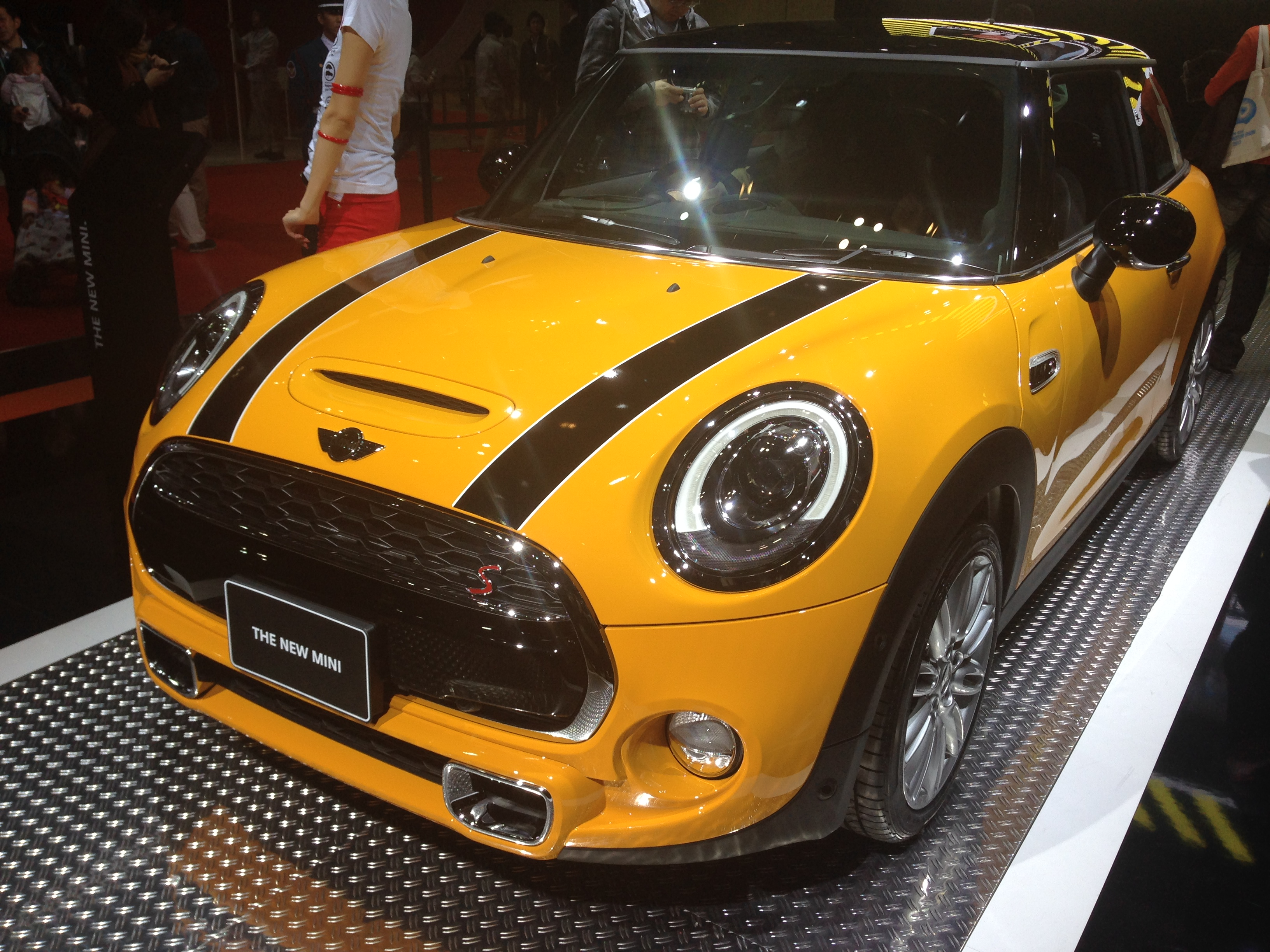
本編に登場するミニ

ミニ
慈が所有する赤いイギリス製の自動車で、ミニシリーズの最新型。学園生活部の一同がショッピングモールに移動する際、胡桃が借用した。実在のミニとは違い、直列4気筒DOHC16バルブの2.0Lのターボ仕様で設計されている。なお、アニメ版のエンディングアニメーションには傷だらけになった本車が登場する。
またアニメ版では胡桃はこのミニの他、学校の駐車場で複数台の車の中から車の鍵に付いていたクマのアクセサリーで見事に慈のミニを探し当てた。
Ω（オメガ）
人間をゾンビ化させる細菌。椎子によって便宜的にΩと名付けられた。ランダル本社の研究所から漏れたことで巡ヶ丘でパンデミックを引き起こした。巡ヶ丘の土着菌で過去にも流行例がある。巡ヶ丘の那酒沼とその支流の水に細菌の働きを抑える成分が含まれると推測される。

## 書誌情報

### 単行本
- 海法紀光（ニトロプラス）（原作） / 千葉サドル（作画） 『がっこうぐらし！』 芳文社〈まんがタイムKRコミックス〉、全12巻

| 巻数 | 初版発行日（発売日）       | ISBN              |
| ---- | -------------------------- | ----------------- |
| 1    | 2012年12月27日（12月12日） | 978-4-8322-4236-4 |
| 2    | 2013年6月27日（6月12日）   | 978-4-8322-4309-5 |
| 3    | 2013年12月27日（12月12日） | 978-4-8322-4378-1 |
| 4    | 2014年7月26日（7月11日）   | 978-4-8322-4462-7 |
| 5    | 2015年3月27日（3月12日）   | 978-4-8322-4538-9 |
| 6    | 2015年8月26日（8月11日）   | 978-4-8322-4603-4 |
| 7    | 2016年1月27日（1月12日）   | 978-4-8322-4653-9 |
| 8    | 2016年8月25日（8月10日）   | 978-4-8322-4730-7 |
| 9    | 2017年3月26日（3月11日）   | 978-4-8322-4813-7 |
| 10   | 2018年6月27日（6月12日）   | 978-4-8322-4952-3 |
| 11   | 2019年1月27日（1月12日）   | 978-4-8322-7057-2 |
| 12   | 2020年1月25日（1月10日）   | 978-4-8322-7148-7 |

- 海法紀光（ニトロプラス）（原作） / 千葉サドル（作画） 『がっこうぐらし！〜おたより〜』 芳文社〈まんがタイムKRコミックス〉、2021年10月12日発売[65]、ISBN 978-4-8322-7314-6

### 公式アンソロジー
海法紀光（ニトロプラス）（原作） / 千葉サドル（作画） 『がっこうぐらし！アンソロジーコミック』 芳文社〈まんがタイムKRコミックス〉
『穏』は平穏な日常、『壊』は崩壊した世界観、『極』はその両方がテーマとなっている。
| タイトル                                | 発売日        | ISBN              | 漫画 | イラスト                           |
| --------------------------------------- | ------------- | ----------------- | --- | ---------------------------------- |
| がっこうぐらし！アンソロジーコミック 穏 | 2015年7月13日 | 978-4-8322-4589-1 | 火曜、めきめき、黒霧操、kirusu、真西まり、もず、ニイマルユウ、八色、青田めい、めの、むく、寺山電、三月、藤代百、ねこみんと、さかさな                                  | はんざわかおり、朝倉亮介、緑青黒羽 |
| がっこうぐらし！アンソロジーコミック 壊 | 2015年9月12日 | 978-4-8322-4616-4 | 恩田澄子、りいちゅ、器械、ムラ黒江、里好、安藤岡田、島崎無印、湖西晶、椹木、津留崎優、えきあ、杉田ケシ、つくみず、kashmir                                             | 村崎久都、へちま、La-na            |
| がっこうぐらし！アンソロジーコミック 極 | 2016年1月12日 | 978-4-8322-4654-6 | ぐみちょこ、るい・たまち、ほずの都、ざら、GAN、深山おから、ハトポポコ、徳之ゆいか、吉野貝、カガミツキ、長岡太一、里倉蒼、たちつてつこ、ぬまこ、ときわ六号、井上かーく | 三上ミカ、小梅けいと、梅田阿比     |

### 公式ガイドブック
海法紀光（ニトロプラス）（原作） / 千葉サドル（作画） / まんがタイムきらら（編集） 『がっこうぐらし！ TVアニメ公式ガイドブック 学園生活部活動記録』 芳文社〈まんがタイムKRコミックス〉、2015年12月12日発売、ISBN 978-4-8322-4646-1

## テレビアニメ
| 原作                 | 海法紀光（ニトロプラス）×千葉サドル（芳文社 「まんがタイムきららフォワード」連載）             |
| 監督                 | 安藤正臣                                                                                       |
| 脚本プロデュース     | ニトロプラス                                                                                   |
| シリーズ構成         | 海法紀光                                                                                       |
| キャラクターデザイン | 飯塚晴子                                                                                       |
| 総作画監督           | 飯野まこと 黒澤桂子（第4話 - 第12話）                                                          |
| かれらデザイン       | 廣瀬智仁                                                                                       |
| プロップデザイン     | 市川美帆                                                                                       |
| 美術監督             | 横山淳史                                                                                       |
| 美術設定             | 金平和茂                                                                                       |
| 色彩設計             | 南木由実                                                                                       |
| 撮影監督             | 芹澤直樹                                                                                       |
| 編集                 | 及川雪江                                                                                       |
| CGIディレクター      | 西入俊雄                                                                                       |
| 音響監督             | 明田川仁                                                                                       |
| 音楽                 | 柏森進                                                                                         |
| 音楽プロデューサー   | 川口真司、藤平直孝                                                                             |
| 音楽制作             | NBCUniversal Entertainment                                                                     |
| チーフプロデューサー | 小倉充俊、小林宏之、でじたろう                                                                 |
| プロデューサー       | 福良啓、久保田尋木、深尾聡志 村松裕基、岡村武真、山崎明日香 林俊安、比嘉勇二（アニメーション） |
| アニメーション制作   | Lerche                                                                                         |
| 製作                 | がっこうぐらし！製作委員会                                                                     |

2015年7月より9月まで放送された。
シリーズ構成を原作者である海法紀光が務めるほか、脚本にゲームライターが多く参加している。
アニメ化の発表は『まんがタイムきららフォワード』2014年8月号にて行われた。第1話放送開始前の公式サイトではストーリーの要となるホラー要素が隠蔽されていたが、放送終了後にはキービジュアルがそれを踏まえたものへ差し替えられた。また、各ニュースサイトでも2015年7月4日にユナイテッド・シネマ豊洲で開催された第1話先行上映会におけるホラー要素の情報は一切報道されず、「可愛さ」や「楽しさ」を前面に押し出した紹介のみとなっていたほか、第1話放送終了後にはキャスト陣へのインタビューもホラー要素の情報を踏まえたものが公開されている。
北米での配信権はセンタイ・フィルムワークスが取得している。

### 反響
前述したように放送開始前はホラー要素が隠蔽されていたため、第1話放送開始後にはインターネットを中心にさまざまな反響が起こった。開始当初の印象から一転する終盤については、同じくニトロプラスが関わっていた『魔法少女まどか☆マギカ』を引き合いに出して「怖すぎる」という声が多数挙がり、ニコニコ動画での第1話は配信開始から1週間で146万再生を超えた。その上、第5話まで連続して100万に到達した。さらには、原作第1巻の売上が放送開始前の約10倍になったという。
ゲームプロデューサーの岩野弘明は、日常部分の穏やかな雰囲気がホラー部分を引き立てるという、今までのホラー作品にはなかった演出方法が日常系のファンを引き寄せたのではないかとみており、第1話を見た視聴者がホラー作品だとわかった後も仕掛けを探して繰り返して見ようとし、その結果、視聴者間での議論が巻き起こり、話題性の強化につながったのではないかとみている。
怖いという感想が相次ぐ一方で、「第2話・第3話を見た後に第1話をもう一度見て意味が分かった」「萌えという要素を活用して叙述トリックをうまく展開した」という感想もあり、第4話放送後からは「原作との相違点や変更点が目立ってきた」という意見も上がってきた。

### 批評
ライターの前田久は座談会の中で、第1話の感想として「コンセプトの段階でひねりが利いており、ヒューマンドラマとしても『日常もの萌え美少女』としてもよくできていて、重層的な作品に仕上がっている」としている。座談会に同席していた評論家の藤津亮太も前田と同意見だが、最後に実写映像を持ってくるなど「頭の良い」方向に進むことを望まず、ゾンビの出てこないスピンオフ作品を出すなどキャラクターに重きを置いた別作品が出てきてもよいのではないかと話している。
ライターの飯田一史は、妄想の中に生きる由紀の生き方を拡張現実的とし、オタクの生のメタファーになっているのではないかと評した。
SF・文芸評論家の藤田直哉は、「ジョージ・A・ロメロの『ゾンビ』などが生存者たちの諍いによる自滅を主題としていたのに対し、『がっこうぐらし!』は思いやりに満ちた小さなグループの中心に現実の見えていない少女がいる点において新たなゾンビものの性質を生み出した」とし、「『うる星やつら2　ビューティフル・ドリーマー』など、現実逃避的な世界の中へ避けられないつらい要素を持っていくフィクションの流れの延長線上に、『がっこうぐらし！』がある」と評した。

### 音楽
オープニングテーマ「ふ・れ・ん・ど・し・た・い」
作詞 - くまのきよみ / 作曲 - 藤本貴則 / 編曲 - 佐々木裕 / 歌 - 学園生活部［丈槍由紀（水瀬いのり）、恵飛須沢胡桃（小澤亜李）、若狭悠里（M・A・O）、直樹美紀（高橋李依）］
第12話ではエンディングテーマとして使用。
歌詞は表面上は平和的だが、死を連想させる単語と音が重なる部分がある。水瀬によれば、「たぶん『し・た・い』と『死体』で、ダブルミーニングになってるんです」とのこと。
オープニングは物語の進行に合わせて、演出が徐々に変化する仕組みをとっている。
エンディングテーマ
「ハーモナイズ・クローバー」（第1話 - 第3話、第5話、第9話）
歌・作詞 - 黒崎真音 / 作曲 - 黒須克彦 / 編曲 - 黒須克彦、長田直之
黒崎は「ハーモナイズ・クローバー」は、オレンジ色の夕焼けがイメージであると話している。ちなみに使用されているのは2番である。
「We took each other's hand」（第4話）
作詞・作曲・編曲 - 中塚武 / 歌 - 澤田かおり
劇中では圭のお気に入りの曲として登場しており、第11話では挿入歌として使用された。
「アフターグロウ」（第6話 - 第8話、第10話、第11話）
歌・作詞 - 黒崎真音 / 作曲・編曲 - fu_mou
黒崎は「アフターグロウ」のテーマは慰めとしており、ほぼ夜に染まった夕焼けのイメージであると話している。
挿入歌
「仰げば尊し」(第12話)
作詞・作曲 - 不詳 / 歌 - 学園生活部
1番のみでノンクレジット。
キャラクターソング
「空に私のサンシャイン」
作詞 - 深川琴美 / 作曲 - 白林剛史 / 編曲 - 佐々木裕 / 歌 - 丈槍由紀（水瀬いのり）
「RUN&RUN」
作詞 - 春和文 / 作曲 - 森浩太 / 編曲 - 前口渉 / 歌 - 恵飛須沢胡桃（小澤亜李）
「SWEET VIOLET」
作詞 - 深川琴美 / 作曲 - 川口綾 / 編曲 - 佐々木裕 / 歌 - 若挟悠里（M・A・O）
「My Dream」
作詞 - 春和文 / 作曲 - 武田城以 / 編曲 - 本田光史郎 / 歌 - 直樹美紀（高橋李依）
「ピンクのハートボール」
作詞 - 深川琴美 / 作曲 - 渡辺翔 / 編曲 - 佐々木裕 / 歌 - 丈槍由紀（水瀬いのり）&直樹美紀（高橋李依）
「カラフル・ミラクル・バルーーーーン」
歌 - 丈槍由紀（水瀬いのり）&恵飛須沢胡桃（小澤亜李）feat.太郎丸（加藤英美里）
「HERO」
作詞 - 春和文 / 作曲 - ヤナガワタカオ / 編曲 - 前口渉 / 歌 - 恵飛須沢胡桃（小澤亜李）&若挟悠里（M・A・O）
「Yummy Yappy Recipe」
作詞 - 深川琴美 / 作曲・編曲 - 佐々木裕 / 歌 - 若挟悠里（M・A・O）&丈槍由紀（水瀬いのり）
「アンハッピーエンドワールド」
作詞・作曲・編曲 - 藤咲真冬 / 歌 - 直樹美紀（高橋李依）&恵飛須沢胡桃（小澤亜李）
「乙女の成分」
歌 - 直樹美紀（高橋李依）&若挟悠里（M・A・O）
「あなたとSTORY」
歌 - 佐倉慈（茅野愛衣）
「卒業あるばむ」
歌 - 学園生活部 [丈槍由紀（水瀬いのり）、恵飛須沢胡桃（小澤亜李）、若挟悠里（M・A・O）、直樹美紀（高橋李依）]

### 各話リスト
| 話数 | サブタイトル | 脚本       | 絵コンテ   | 演出            | 作画監督 |
| ---- | ------------ | ---------- | ---------- | --------------- | --- |
| #1   | はじまり     | 海法紀光   | 安藤正臣   | 安藤正臣        | 飯野まこと、成川多加志 堤谷典子、市川美帆                                                                             |
| #2   | おもいで     | 東出祐一郎 | 安藤正臣   | 鈴木芳成        | 黒澤桂子、桑原直子 齋藤和也、竹内昭                                                                                   |
| #3   | あのとき     | 桜井光     | 木野目優   | 木野目優        | 牛島勇二 |
| #4   | えんそく     | 深見真     | 松林唯人   | 矢野孝典        | 千光士海登、山崎輝彦、小野ひろみ 代見裕美、舘崎大、出野喜則                                                           |
| #5   | であい       | 東出祐一郎 | 松林唯人   | 新子太一        | 森下智恵 |
| #6   | ようこそ     | 三輪清宗   | 飯野まこと | 江副仁美        | 郷津春奈、高乗陽子、成川多加志                                                                                        |
| #7   | おてがみ     | 小太刀右京 | 許平康     | 吉田俊司        | 桑原直子、中島美子 野道佳代、大西陽一                                                                                 |
| #8   | しょうらい   | 三輪清宗   | 木野目優   | 伊藤史夫        | 齋藤和也、星野真澄、服部憲士 成川多加志、金子美咲、桑原直子                                                           |
| #9   | きゅうじつ   | 森瀬繚     | 大原実     | 高林久弥        | 平田賢一、北原広大、冨永一仁                                                                                          |
| #10  | あめのひ     | 桜井光     | 大原実     | 冨永恒雄 小野歩 | 李豪世 |
| #11  | きずあと     | 深見真     | 外山草     | 江副仁美        | 桑原直子、星野真澄、金子美咲 成川多加志、宮西多麻子 小川エリ、松本剛彦                                                |
| #12  | そつぎょう   | 海法紀光   | 許平康     | 許平康          | 市川美帆、成川多加志、桑原直子 星野真澄、小川エリ、松本剛彦 樋上彩、山形孝二、樋口博美 黒澤桂子、飯野まこと、飯塚晴子 |

### 放送局
| 放送期間                | 放送時間                     | 放送局     | 対象地域 | 備考                      |
| ----------------------- | ---------------------------- | ---------- | -------- | ------------------------- |
| 2015年7月9日 - 9月24日  | 木曜 21:30 - 22:00           | AT-X       | 日本全域 | CS放送 / リピート放送あり |
|                         | 木曜 23:30 - 金曜 0:00       | TOKYO MX   | 東京都   |                           |
| 2015年7月10日 - 9月25日 | 金曜 0:30 - 1:00（木曜深夜） | サンテレビ | 兵庫県   |                           |
|                         |                              | BS11       | 日本全域 | BS放送 / 『ANIME+』枠     |

| 配信開始日    | 配信時間                     | 配信サイト         | 備考                                                        |
| ------------- | ---------------------------- | ------------------ | ----------------------------------------------------------- |
| 2015年7月10日 | 金曜 1:00（木曜深夜） 更新   | ニコニコチャンネル | 第1話無料、第2話2週間無料、第3話以降1週間無料               |
|               |                              | GYAO!              | 第1話無料、第2話2週間無料、第3話以降1週間無料               |
|               |                              | ビデオマーケット   |                                                             |
|               |                              | 楽天ショウタイム   |                                                             |
|               | 金曜 2:00 - 2:30（木曜深夜） | ニコニコ生放送     |                                                             |
|               | 金曜 12:00 更新              | U-NEXT             |                                                             |
|               |                              | dアニメストア      |                                                             |
|               |                              | アニメ放題         | 1話毎1週間のみ配信                                          |
| 2015年7月16日 | 木曜 12:00 更新              | アニメパス         |                                                             |
| 2015年7月17日 | 金曜 12:00 更新              | バンダイチャンネル | 第1話無料、第2話以降有料 初回配信のみ第1話・第2話を同時配信 |

### BD / DVD
| 巻  | 発売日         | 収録話          | 規格品番  | 規格品番  |
| 巻  | 発売日         | 収録話          | BD限定版  | DVD限定版 |
| --- | -------------- | --------------- | --------- | --------- |
| 1   | 2015年9月26日  | 第1話 - 第2話   | GNXA-1370 | GNBA-1515 |
| 2   | 2015年10月23日 | 第3話 - 第4話   | GNXA-1371 | GNBA-1516 |
| 3   | 2015年11月26日 | 第5話 - 第6話   | GNXA-1372 | GNBA-1517 |
| 4   | 2015年12月18日 | 第7話 - 第8話   | GNXA-1373 | GNBA-1518 |
| 5   | 2016年1月27日  | 第9話 - 第10話  | GNXA-1374 | GNBA-1519 |
| 6   | 2016年2月24日  | 第11話 - 第12話 | GNXA-1375 | GNBA-1520 |
| BOX | 2017年10月13日 | 第1話 - 第12話  | GNXA-1377 | -         |

### Webラジオ
『こちらGSH 学園・生活部・放送局』のタイトルで2015年7月3日から12月18日まで音泉にて配信されていたWebラジオ番組。毎週金曜に更新。10月23日からは月1回金曜に更新。パーソナリティは水瀬いのり（丈槍由紀 役）、小澤亜李（恵飛須沢胡桃 役）が務めた。

### ドラマCD
夏休み編　ひとときの休日
コミックマーケット88で販売されたドラマCD。
学園生活部の面々の夏休みを描いた内容になっており、脚本は森瀬繚が手掛けた。

## 実写映画

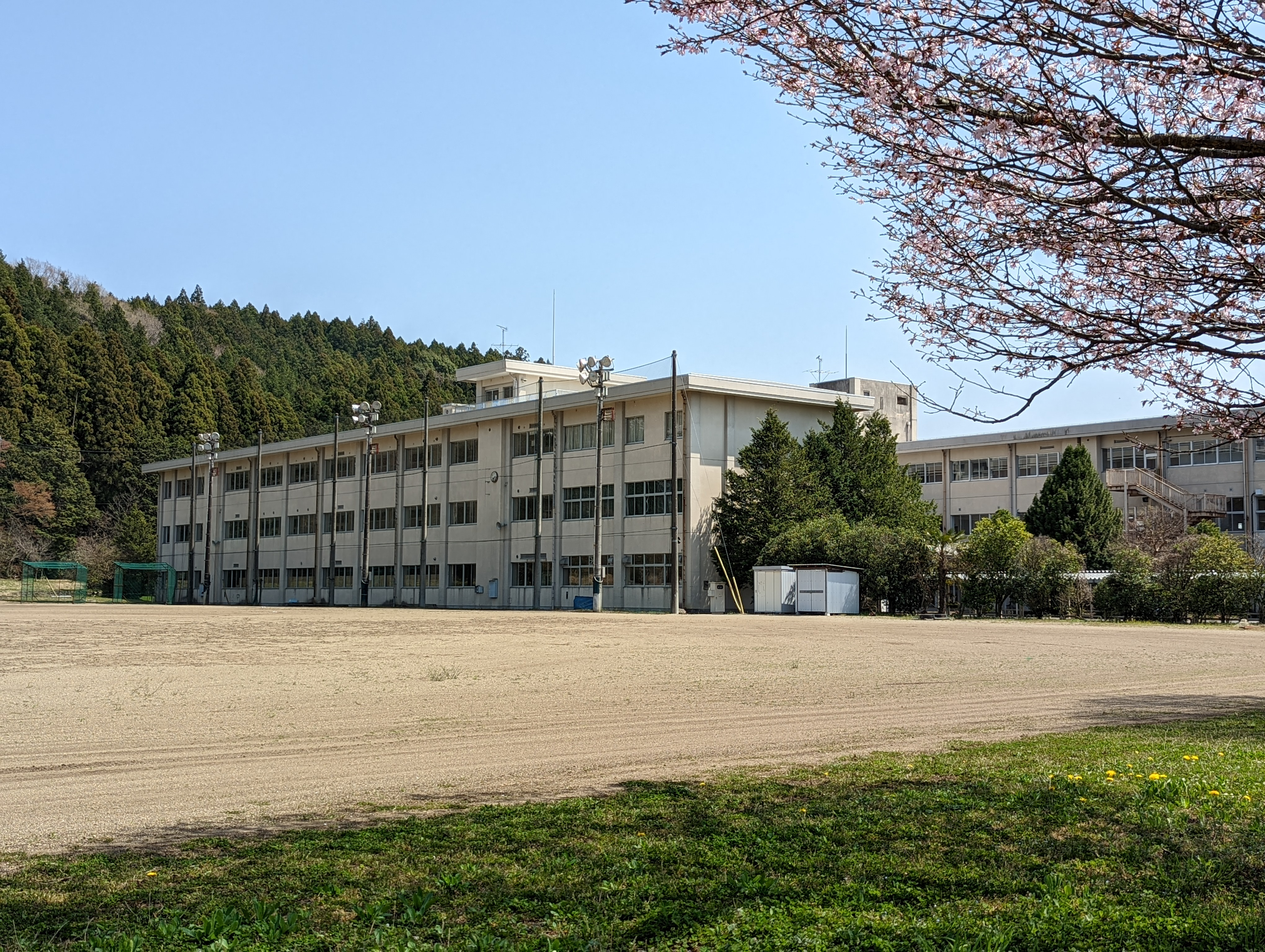
栃木県さくら市の旧喜連川高校の廃校舎。実写映画版における巡ヶ丘学院高校の校舎として使用されるなど、さまざまな映画のロケ地として利用されている。なお原作のモデルというわけではなく、原作漫画やテレビアニメ版に登場する校舎とは建物のレイアウトが異なる。

『まんがタイムきららフォワード』2018年1月号（2017年11月24日発売）にて実写映画化が発表された。主役の学園生活部4人はラストアイドルのメンバーが演じるほか、慈役はおのののかが演じる。2019年1月25日公開。同年7月3日にブルーレイ、DVDが発売された。
監督・脚本は柴田一成が担当する。撮影は2018年の6月から7月にかけて、栃木県の旧喜連川高校にておこなわれた。

### 原作からの変更点
・「がっこうぐらし！」のタイトルロゴにおいて、原作では「ら」の字の点の部分が由紀の帽子の形だが、映画では「！」の部分が胡桃のシャベルの形である（制作発表当初は原作のロゴが使用されていた）。
・原作にて慈は国語教師だが、映画では養護教諭になっており、保健室を舞台にしたオリジナルストーリーが加えられている。
・柴犬の太郎丸が登場しない。
・ショッピングモールへ「遠足」にいくというエピソードはなく、美紀が胡桃たちと出会うのも学園の中に変更されている。
・職員用緊急避難マニュアルや地下2階非常避難区画が登場しない。
・ゾンビ化した慈の登場場所が保健室となっており、胡桃が負傷しない。

### 音楽（実写映画）
主題歌「愛しか武器がない」
作詞 - 秋元康 / 作曲 - バグベア / 編曲 - 若田部誠 / 歌 - ラストアイドル
エンディングテーマ「マイクロコスモス」
作詞・作曲・編曲 - SWEEP / 歌 - Wi-Fi-5
劇中使用曲
「美しく青きドナウ」
作曲 - ヨハン・シュトラウス2世
喜歌劇「天国と地獄」序曲
作曲 - ジャック・オッフェンバック
「大切なもの」
作詞・作曲 - 山崎朋子
「仰げば尊し」
作詞・作曲 - 不詳 / 歌 - 阿部菜々実・長月翠・間島和奏・清原梨央

### スタッフ
- 脚本協力：舘そらみ
- アクションシーン音楽：斎木達彦
- ゾンビスタイリスト：百武朋
- 特殊メイク：並河学
  - 協力：東京映画・俳優&放送芸術専門学校、東京ビジュアルアーツ、バンタンデザイン研究所、メークアップアーチスト学院
- スタントコーディネーター：稲留正樹（補佐：吉田浩之）
- ロケ協力：栃木県フィルムコミッション、さくら市
- ラボ：東映ラボ・テック
- プロデューサー：山口敏功
- coプロデューサー：宇田川寧
- 製作者：堂山昌司、久保田光治、久保忠佳、有馬一昭、佐竹一美
- 製作委員会メンバー：NBCユニバーサル・エンターテイメントジャパン、ムサシノ広告社、ギャンビット、イオンエンターテイメント、ダブ
- 制作プロダクション：ダブ

## オリジナルドラマ
実写映画版の前日譚となるオリジナルドラマ『がっこう××× 〜もうひとつのがっこうぐらし!〜』が、2019年1月16日よりAmazon Prime Videoにて独占配信。監督・脚本は映画版と異なり、杉岡知哉が担当した。

### キャスト（オリジナルドラマ）
- 沢渡ゆかり - 桜井日奈子
- 窪田梢 - 武田玲奈
- 篠原実咲 - 上原実矩
- 原田璃子 - 森迫永依
- 高城真帆 - 優希美青
- 佐倉慈 - おのののか

## コラボレーション
ニトロプラス ブラスターズ -ヒロインズ インフィニット デュエル-
クロスオーバー作品として2015年に発売されたアーケード用対戦格闘ゲーム。2015年7月2日のアップデート以降に使用可能なパートナーキャラクターとして、本作品の主人公である丈槍由紀が登場している。パートナーブリッツ（援護技）である「クラスのみんな」と称するゾンビの群れを突撃させることができる。
グリモア〜私立グリモワール魔法学園〜
スマートフォン（iOS・Android）向けアプリで学園ライフアドベンチャーゲーム。2016年2月23日より期間限定で、コラボレーションキャラクターがカードとなって登場したり、コラボレーション特別イベント「みまわり魔法少女〜学園生活部！〜」などといった企画がなされた。
横浜・八景島シーパラダイス×ナゾメイト
横浜・八景島シーパラダイスを会場にしたナゾメイト主催による謎解きゲームイベント。2015年9月5日より9月13日にかけて開催され、好評につき9月19日から23日にかけて延長された。
プレシャスメモリーズ
ムービック×エンスカイのトレーディングカードゲーム。2016年2月12日にスターターデッキとブースターパックが発売。
オリナス
錦糸町にあるショッピングモール。作中に登場したショッピングモール「リバーシティ・トロン」のモデルとなっていたことからコラボが実現した。2016年10月15日より10月31日にかけて「ハロウィンコラボキャンペーン」が開催された。
2017年も10月6日より10月31日にかけて「ハロウィンコラボキャンペーン2017」が開催される。
きららファンタジア
ドリコムによるスマートフォン向けアプリゲーム。2017年12月11日リリース。
「まんがタイムきららシリーズ」のキャラクターが多数登場し、本作品からも複数名のキャラクターが登場。
凍京NECRO
2016年のエイプリルフール、および2020年に派生ゲーム内でコラボ。